# Acyrthosiphon vandenboschi
Acyrthosiphon vandenboschi är en insektsart som beskrevs av Hille Ris Lambers 1974. Acyrthosiphon vandenboschi ingår i släktet Acyrthosiphon och familjen långrörsbladlöss. Inga underarter finns listade i Catalogue of Life.